# SFKエタル・ヴェリコ・タルノヴォ
エタル（Etar (ブルガリア語: Етър)）は、ブルガリアのヴェリコ・タルノヴォをホームタウンとするサッカークラブである。

## 歴史
1924年4月24日にヴェリコ・タルノヴォの複数のクラブが合併し、FKエタルが創設された。1946年から1956年の間は異なるクラブ名で活動したが、1957年にエタルの名前が復活した。1958年5月24日にイヴァイロ競技場が開場した。
1960年にブルガリア・カップ準々決勝でCSKAソフィアを破り、準決勝に進出した。1969年にクラブの歴史で初めてトップディビジョンに昇格し、バイオレットがクラブカラーとなった。同年8月10日に行われたアカデミック戦でトップディビジョンデビューを飾り、25,000人の観客の前で1-1で引き分けた。
1973-74シーズンに過去最高のリーグ4位になり、UEFAカップ1974-75でインテルと対戦した。1987年にインタートトカップに出場し、グループの勝者となった。1991年にゲオルギ・ヴァシレフ監督の下でトップディビジョン初優勝を果たし、UEFAチャンピオンズカップ 1991-92で1.FCカイザースラウテルンと対戦した。1993年にバルカン・カップで準優勝した。
1998年に2部リーグ、翌年には3部リーグに降格し、2003年からトップチームの活動を停止した。
2002年にPFKエタル1924が創設された。2002-03シーズンは3部リーグ北西地区で1位になり、2部リーグ昇格を決めた。2003-04シーズンからは継続して2部リーグに所属し、2012年に初めてトップディビジョンに昇格したが、クラブは破産し、最終的にリーグ戦から撤退した。
2013年7月17日にSFKエタル・ヴェリコ・タルノヴォが創設された。ボテフ・デベレツのライセンスを取得、クラブ名をエタル・ヴェリコ・タルノヴォ、ホームタウンをデベレツから旧首都のヴェリコ・タルノヴォに変更し、2013-14シーズンの3部リーグ北西地区に所属した。2016年に北西地区で1位になり、プロリーグである2部リーグに昇格した。2017年には2部リーグで優勝し、トップディビジョンに昇格した。

## タイトル

### 国内タイトル
- ファーストリーグ：1回
  - 1990-91
- セカンドリーグ：1回
  - 2016-17
- サードリーグ：1回
  - 2015-16

### 国際タイトル
なし

## 過去の成績
| シーズン | ディビジョン     | ディビジョン | ディビジョン | ディビジョン | ディビジョン | ディビジョン | ディビジョン | ディビジョン | ディビジョン | ブルガリアカップ |
| シーズン | リーグ           | 順位         | 試           | 勝           | 分           | 敗           | 得           | 失           | 点           | ブルガリアカップ |
| -------- | ---------------- | ------------ | ------------ | ------------ | ------------ | ------------ | ------------ | ------------ | ------------ | ---------------- |
| 2013-14  | Vグループ        | 5位          | 30           | 19           | 5            | 6            | 61           | 20           | 62           |                  |
| 2014-15  | Vグループ        | 2位          | 26           | 19           | 5            | 2            | 68           | 19           | 62           |                  |
| 2015-16  | Vグループ        | 1位          | 30           | 27           | 1            | 2            | 100          | 16           | 82           |                  |
| 2016-17  | セカンドリーグ   | 1位          | 30           | 17           | 10           | 3            | 52           | 27           | 61           | ベスト32         |
| 2017-18  | ファーストリーグ | 11位         | 36           | 10           | 10           | 16           | 38           | 54           | 40           | 準々決勝敗退     |
| 2018-19  | ファーストリーグ | 7位          |              |              |              |              |              |              |              | 準々決勝敗退     |
| 2019-20  | ファーストリーグ | 10位         |              |              |              |              |              |              |              | ベスト32         |
| 2020-21  | ファーストリーグ | 14位         |              |              |              |              |              |              |              | ベスト16         |
| 2021-22  | セカンドリーグ   | 4位          |              |              |              |              |              |              |              | ベスト16         |
| 2022-23  | セカンドリーグ   | 2位          |              |              |              |              |              |              |              |                  |

## 歴代所属選手
- ゲオルギ・アンゲロフ
- プレスラフ・ボルコフ
- イヴァイロ・ディミトロフ
- プラメン・ガラボフ
- スタニスラフ・ゲンチェフ
- ズドラヴコ・イリエフ
- フリスト・イヴァノフ
- イヴァン・イヴァノフ
- マリアン・イヴァノフ
- スヴェトスラフ・コヴァチェフ
- ヴェセリン・ミネフ
- ダニル・ムラデノフ
- ゲオルギ・パショフ
- イヴァン・ペトコフ
- ゲオルギ・サルモフ
- イヴァン・ストヤノフ
- クルム・ストヤノフ
- プレスラフ・ヨルダノフ
- アルチョム・アルチュニン
- ホセ・コルドバ
- ロメーシュ・イベイ
- ホセカルロス・バン・ランキン
- ジルソン・ヴァレラ
- ガエタン・ミッシ・メズ
- アラサナ・マネー